# Antiguo Cuscatlán
Antiguo Cuscatlán è un comune del dipartimento di La Libertad, in El Salvador.
Antiguo Cuscatlán è considerato il comune più ricco dell'area metropolitana della capitale. Include la grande e bella area residenziale di Santa Elena, dove ha sede l'ambasciata statunitense, e si trovano numerosi centri commerciali come Multiplaza, La Gran Via, Las Cascadas e Temptation Plaza.

## Altri progetti

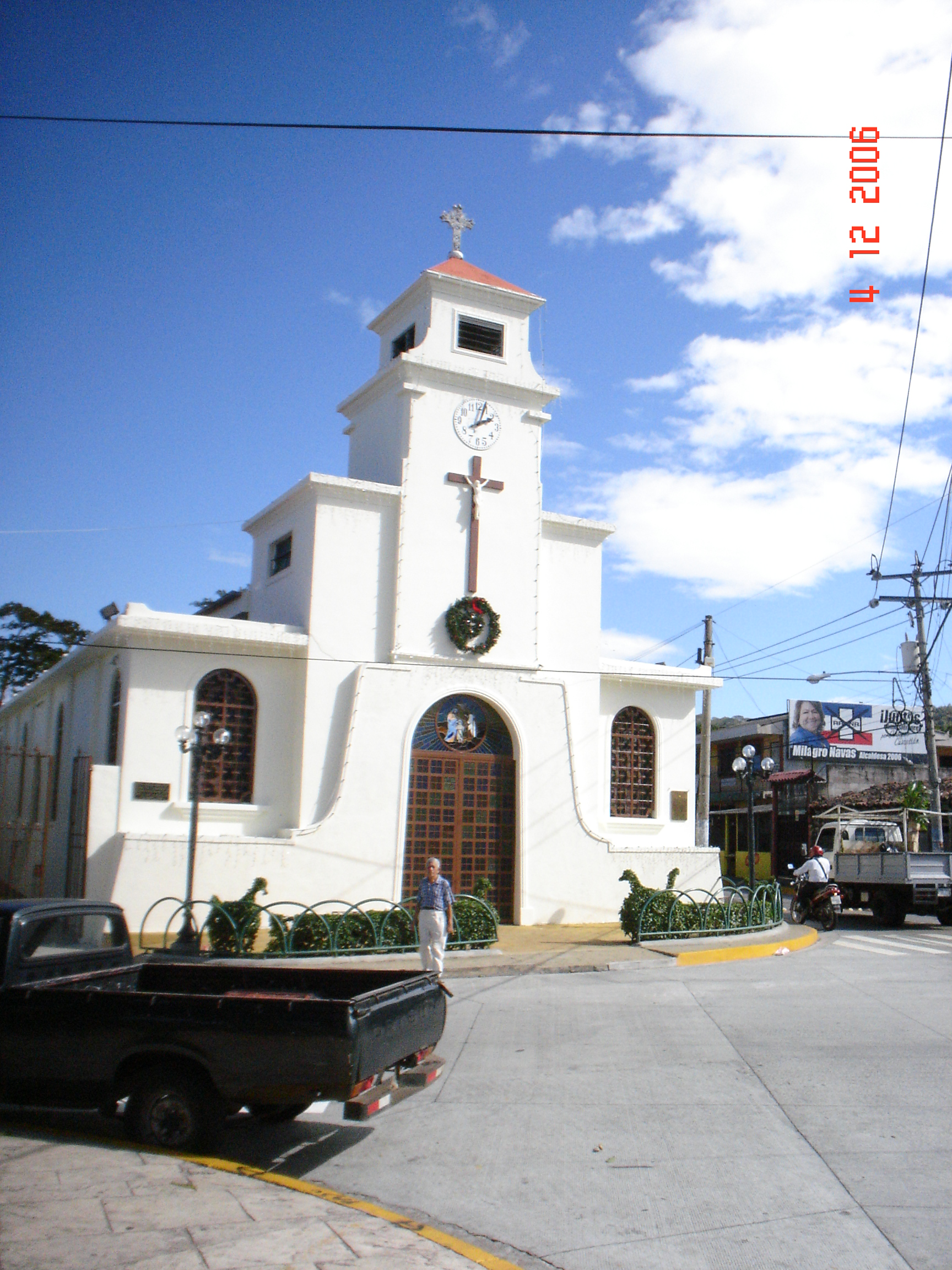
Facciata della chiesa di Antiguo Cuscatlán, nella Plaza Central